# アングレム山
アングレム山（Mount Anglem）はニュージーランドのスチュアート島の山。ハナヌイ(Hananui)ともいう。オーバンの北西20キロメートル (12 mi)に位置し、島の北海岸に近く、海抜は980メートル (3,215 ft)になる。正式名称はアングレム山/ハナヌイ(Mount Anglem / Hananui)。